# Eric van de Poele
Eric Francis Edouard Ghislain Thérèse Van de Poele (Verviers, 30 settembre 1961) è un ex pilota automobilistico belga, che ha gareggiato anche in Formula 1. Ha preso parte a 29 Gran Premi, debuttando il 10 marzo 1991. Non ha realizzato alcun punto nella classifica del Campionato del Mondo.
È l'unico pilota ad avere vinto cinque volte la 24 Ore di Spa, nel 1987, 1998, 2005, 2006 e 2008.

## Carriera

### Gli esordi
Dopo una difficile stagione nel 1984 nella Formula 3 francese, van de Poele si aggiudicò i titoli del Belgio e del Benelux in Formula Ford, prendendo anche parte al campionato belga turismo. Nei successivi tre anni gareggiò sia nel campionato turismo tedesco (vinse il DTM nel 1987) che in quello inglese, vincendo la 24 Ore di Spa assieme a Didier Theys e Jean-Michel Martin.
Nel 1989 passò alla Formula 3000, classificandosi quinto. Nel 1990 si classificò secondo.

### La Formula Uno
Nel 1991, grazie anche allo sponsor Lease Plan, firmò per il team di Formula 1 Modena Team che poteva contare sui motori Lamborghini 12 cilindri oltre che su un progettista come Mauro Forghieri. I primi due gran premi, nei quali non superò le prequalifiche, furono un fiasco. Si riscattò nel Gran Premio di San Marino dove, sotto la pioggia, raggiunse il quinto posto prima di un guasto alla pompa della benzina che lo costrinse a chiudere al nono posto. Il team, in difficoltà economiche, non si iscrisse al campionato successivo.
Nel 1992 firmò per la Brabham ma anche questo team denunciava seri problemi economici. Eric van de Poele si qualificò nel gran premio di apertura in Sudafrica e chiuse al tredicesimo posto. Successivamente, per il Gran Premio di Ungheria, passò al promettente team Fondmetal, sostituendo Andrea Chiesa. Dopo alcuni gran premi senza eclatanti risultati, anche la Fondmetal andò incontro a problemi economici e dopo il Gran Premio d'Italia si ritirò.
Van de Poele rimase senza un team e si ritirò dalla Formula 1.

### Dopo la F1
Conclusa la sua avventura nel Circus ha continuato a militare in altre competizioni, ottenendo svariati successi, tra cui sia il 1º che il 3º posto nell'edizione 1995 della 12 Ore di Sebring, a bordo delle Ferrari 333 SP del Team Scandia. Ha anche partecipato alla 24 Ore di Le Mans dal 1992 (a bordo della Peugeot 905 ufficiale) al 2002, tranne le edizioni 1993 (non iscritto), 1995 (non qualificato) e 1999 (feritosi in qualifica), ottenendo come miglior piazzamento il 3º posto nel 2001, 1º di classe GTP con la Bentley EXP Speed 8 insieme a Wallace and Leitzinger. Eric van de Poele è inoltre l'unico pilota ad aver vinto cinque volte la 24 Ore di Spa (1987, 1998, 2005, 2006, 2008), classica gara per vetture GT, a cui ha partecipato innumerevoli volte a partire dal 1985.
Attualmente van de Poele, assieme ad altri piloti di Formula 1 del passato, ha partecipato nel 2006 alle gare dell'effimero campionato GP Masters Series.

## Risultati F1
| 1991 | Scuderia | Vettura |     |     |   |     |     |     |     |     |    |    |    |    |    |    |    |    |  | Punti | Pos. |
| ---- | -------- | ------- | --- | --- | - | --- | --- | --- | --- | --- | -- | -- | -- | -- | -- | -- | -- | -- |  | ----- | ---- |
| 1991 | Lambo    | 291     | NPQ | NPQ | 9 | NPQ | NPQ | NPQ | NPQ | NPQ | NQ | NQ | NQ | NQ | NQ | NQ | NQ | NQ |  | 0     |      |

| 1992 | Scuderia          | Vettura    |    |    |    |    |    |    |    |    |    |    |     |    |     |  |  |  |  | Punti | Pos. |
| ---- | ----------------- | ---------- | -- | -- | -- | -- | -- | -- | -- | -- | -- | -- | --- | -- | --- |  |  |  |  | ----- | ---- |
| 1992 | Brabham Fondmetal | BT60B GR02 | 13 | NQ | NQ | NQ | NQ | NQ | NQ | NQ | NQ | NQ | Rit | 10 | Rit |  |  |  |  | 0     |      |

| Legenda | 1º posto     | 2º posto | 3º posto    | A punti         | Senza punti/Non class.  | Grassetto – Pole position Corsivo – Giro più veloce |
| Legenda | Squalificato | Ritirato | Non partito | Non qualificato | Solo prove/Terzo pilota | Grassetto – Pole position Corsivo – Giro più veloce |